# Deputados de Portugal no Parlamento Europeu (1987-1989)
Esta é uma lista dos Deputados do Parlamento Europeu eleitos por Portugal para a segunda legislatura (1987-1989), ordenados pelo nome.

## A
- António Antero Coimbra Martins, PS (Grupo Socialista)
- Antonio Augusto Lacerda de Queiróz, PSD (Grupo Liberal, Democrático e Reformista)
- António Joaquim Marques Mendes, PSD (Grupo Liberal, Democrático e Reformista)
- António Jorge de Figueiredo Lopes, PSD (Grupo Liberal, Democrático e Reformista)
- António José Marques Mendes, PRD (Grupo da Aliança dos Democratas Europeus)

## C
- Carlos Pimenta, PSD (Grupo Liberal, Democrático e Reformista)

## F
- Fernando Manuel Santos Gomes, PS (Grupo Socialista)
- Francisco António Lucas Pires, CDS (Grupo do Partido Popular Europeu (Grupo Democrata-Cristão))
- Francisco Pinto Balsemão, PSD (Grupo Liberal, Democrático e Reformista)

## J
- Joaquim Miranda, PCP (Grupo Comunista e Afins)
- Jorge Campinos, PS (Grupo Socialista)

- José António Brito Apolonia, PCP (Grupo Comunista e Afins)
- José Augusto Gama, CDS (Grupo do Partido Popular Europeu (Grupo Democrata-Cristão))
- José Barros Moura, PCP (Grupo Comunista e Afins)
- José Pereira Lopez, PSD (Grupo Liberal, Democrático e Reformista)
- José Silva Domingos, PSD (Grupo Liberal, Democrático e Reformista)
- José Vicente Carvalho Cardoso, CDS (Grupo do Partido Popular Europeu (Grupo Democrata-Cristão))

## L
- Luis Filipe Pais Beirôco, CDS (Grupo do Partido Popular Europeu (Grupo Democrata-Cristão))
- Luís Marinho, PS (Grupo Socialista)

## M
- Manuel dos Santos Machado, CDS (Grupo do Partido Popular Europeu (Grupo Democrata-Cristão))
- Manuel Pereira, PSD (Grupo Liberal, Democrático e Reformista)
- Maria Belo, PS (Grupo Socialista)
- Maria de Lourdes Pintasilgo, PS (Grupo Socialista)

## P
- Pedro Augusto Pinto, PSD (Grupo Liberal, Democrático e Reformista)
- Pedro Miguel de Santana Lopes, PSD (Grupo Liberal, Democrático e Reformista)

## R
- Rodolfo Crespo, PS (Grupo Socialista)
- Rui Amaral, PSD (Grupo Liberal, Democrático e Reformista)
- Rui Manuel Almeida Mendes, PSD (Grupo Liberal, Democrático e Reformista)

## V
- Vasco Garcia, PSD (Grupo Liberal, Democrático e Reformista)
- Virgílio Pereira, PSD (Grupo Liberal, Democrático e Reformista)

## W
- Walter Rosa, PS (Grupo Socialista)